# 미하우 헬리크
미하우 스와보미르 헬리크(폴란드어: Michał Sławomir Helik, 1995년 9월 9일 ~ )는 EFL 챔피언십 클럽 옥스퍼드 유나이티드에서 센터백으로 뛰고 있는 폴란드의 프로 축구 선수이다.

## 구단 경력
호주프에서 태어난 헬리크는 루흐 호주프에서 경력을 시작하여 엑스트라클라사 46경기에 출전해 1골을 기록했다. 2017년 6월 9일, 헬리크가 7월 1일부터 유효한 계약으로 동료 엑스트라클라사 팀 크라코비아에 합류할 것이라고 발표되었다. 크라코비아에서 세 시즌 동안 그는 리그 경기 88경기에 출전해 9골을 기록했다.
2020년 9월 9일, 헬리크는 공개되지 않은 이적료로 3년 계약으로 챔피언십 클럽 반즐리에 합류했다. 그는 2020년 10월 17일, 브리스톨 시티와의 2-2 무승부 경기에서 반즐리의 첫 골을 넣었다.
2022년 9월 1일, 헬리크는 챔피언십 팀 허더즈필드 타운과 3년 계약에 비공개 이적료로 계약했으며, 옵션으로 4년 계약을 체결했다.
2023-24년 시즌이 끝난 후 허더즈필드가 강등된 후 헬리크는 반년 더 클럽에 머물렀고, 2025년 1월 17일, 2부 리그로 돌아와 옥스퍼드 유나이티드에 합류했다.

## 국가대표팀 경력
헬리크는 2021년 3월 25일, 헝가리와의 2022년 FIFA 월드컵 예선 경기에서 3-3으로 승리하며 폴란드 국가대표팀에 데뷔했다.
그는 파울루 소자 감독에 의해 UEFA 유로 2020에 출전할 선수로 선정되었다.